# 排臨
排臨（はいりん)とは、分娩（出産）の最終段階で、 分娩の際の陣痛の発作時に赤ちゃんの頭が見え、発作がやむと頭が引っ込んでしまう状態のことである。分娩第2期（いきむ段階）において、赤ちゃんが産道を通って外に出る直前の重要な瞬間である。  

## 特徴
陣痛のたびに赤ちゃんの頭が膣口から見えるが、陣痛が収まると少し引っ込むことがある。進行すると、赤ちゃんの頭が徐々に出てきて、陣痛がなくても引っ込まなくなる。 次の段階である発露（はつろ)になると、赤ちゃんの頭が完全に出てくる。

## 排臨の際に起こること
- 会陰（えいん）への圧力増大 - 赤ちゃんの頭が出ることで会陰部が強く押され、伸びる。
- 痛みと圧迫感の増加 - 強い圧迫感や焼けるような痛みを感じることがある。

## 助産師や医師のサポート
会陰の損傷を防ぐために、適切なペースでいきむように指導される。

## 排臨後の流れ
1. 発露（はつろ）- 赤ちゃんの頭が完全に出る状態。
2. 娩出（べんしゅつ） - 肩や体が順番に出てきて、赤ちゃんが誕生する。

## 会陰切開が必要な場合
排臨時に会陰が強く伸びるが、裂傷を防ぐために会陰切開が行われることがある。  
- 赤ちゃんが大きい場合
- 分娩が長引いて母体が疲れている場合
- 会陰が十分に伸びず裂傷のリスクが高い場合

排臨は、赤ちゃんが生まれる直前の重要な瞬間であり、適切な呼吸といきみ方でスムーズな出産が促される。